# لاسلوی سوم
لاسلوی سوم (به مجاری: III. László)(زادهٔ پیرامون ۱۲۰۱- مرگ ۷ مهٔ ۱۲۰۵) پادشاه مجارستان و کرواسی بود.
لاسلو تنها پسر ایمره بود. در ۱۲۰۴ میلادی ایمره که می‌خواست جانشینی پسرش تضمین شود بر سر او تاج نهاد و از برادرش آندراش دوم -که پیشتر با او بر سر تاج و تخت جنگیده بود- قول گرفت که تا زمانی که پسرش به بزرگ‌سالی برسد از پادشاهی او پشتیبانی کند؛ ولی با مرگ ایمره آندراش زیر قول خود زده و قدرت را در دست گرفت. مادر لاسلو - کنستانتسه آراگونی - کودک خردسال خویش را برداشته و به وین نزد لئوپولد ششم گریخت. لاسلوی سوم ولی اندکی پس از آن درگذشت. پیکر او را به سکش‌فهروار برده بخ خاک سپردند.